# August Meeus
August (Gust) Meeus (soms ook: Jules Meeus) (Londerzeel, 25 oktober 1861 – aldaar, 11 juli 1927) was een Belgisch componist, dirigent en organist. Hij is de vader van de Londerzeels componist, dirigent, organist en leraar Karel Lodewijk (Lode, Louis, Lowie) Meeus.

## Levensloop
Meeus ontving zijn muzikale opleiding bij de Koninklijke Fanfare "Sint-Cecilia" Londerzeel Sint-Jozef en bovendien speelde hij ook orgel. Hij componeerde al vroeg eenvoudige stukjes. Zijn broers speelden ook koperblaasinstrumenten en waren vanzelfsprekend ook lid in het fanfareorkest, maar samen vormden zij ook een regionaal bekend koperensemble. 
Van 1878 tot 1924 was hij dirigent in de Koninklijke Fanfare "Sint-Cecilia" Londerzeel Sint-Jozef. Als componist schreef hij marsen en dansen voor fanfareorkest.

## Composities (selectie)

### Werken voor fanfareorkest
- Aller et retour, mars
- L'Echo, mars
- Marche du cercle Antoine
- Mazurka
- Pandour
- Souvenir de Malines